# SMS Kaiser (1858)
«Кайзер» (італ. SMS Kaiser) — 92-гарматний дерев'яний лінійний корабель Військово-морських сил Австро-Угорщини  другої половини 19-го століття. 

## Історія створення
«Кайзер» був першим та єдиним вітрильним лінійним кораблем ВМС Австрії. Він був закладений 25 березня 1855 року на державній верфі у Полі, спущений на воду 4 жовтня 1858 року, вступив у стрій у 1861 році.

## Конструкція
На момент вступу у стрій «Кайзер» був найбільшим на найкраще озброєним кораблем австрійського флоту. На двох закритих батарейних палубах і на верхній палубі він ніс шістнадцять 60-фунтових гармат, 74 30-фугтові гладкоствольні дульнозарядні гармати, а також дві 24-фунтові нарізні казеннозарядні гармати.

## Історія служби
Під час Другої Шлезвізької війни 1864 року «Кайзер» входив до складу ескадри адмірала фон Вюллресторфа у Північному морі, але участі у бойових діях не брав.
Під час австро-італійської війни 1866 року «Кайзер» був флагманом дивізії дерев'яних кораблів. Для посилення захисту його корпус був зміцнений залізничними рейками.
Під час битви біля Лісси «Кайзер» вступив у сутичку з італійським броненосцем «Ре ді Портогалло», зазнавши серйозних пошкоджень від тарану та артилерійського вогню італійських кораблів (80 влучань, 24 загиблих, 75 поранених - половина австрійських втрат під час битви). 
«Кайзер» залишився в історії як єдиний дерев'яний лінійний корабель, який брав участь у генеральній битві з броненосцями.
У 1869 році корабель був оглянутий комісією, яка вирішила, що корабель перебуває у чудовому стані і рекомендувала перебудувати його у броненосний фрегат. Роботи тривали з 1869 по 1874 рік.
У 1901-1902 роках корабель був перекласифікований у блокшив і перейменований на «Беллона» (нім. «Bellona»). До 1918 року він використовувався як плавуча казарма в Полі.
У 1920 році корабель був переданий Італії по репарації і зданий на злам.